# Оукдейл (містечко, Вісконсин)
Оукдейл (англ. Oakdale) — місто (англ. town) в США, в окрузі Монро штату Вісконсин. Населення — 754 особи (2020).

## Демографія
Згідно з переписом 2010 року, у місті мешкали 772 особи в 272 домогосподарствах у складі 215 родин. Було 294 помешкання
Расовий склад населення:
| - 96,6 % — білих - 2,3 % — азіатів - 0,4 % — чорних або афроамериканців - 0,1 % — корінних американців |

До двох чи більше рас належало 0,4 %. Частка іспаномовних становила 0,6 % від усіх жителів.
За віковим діапазоном населення розподілялося таким чином: 26,6 % — особи молодші 18 років, 59,8 % — особи у віці 18—64 років, 13,6 % — особи у віці 65 років та старші. Медіана віку мешканця становила 40,8 року. На 100 осіб жіночої статі у місті припадало 99,5 чоловіків;  на 100 жінок у віці від 18 років та старших — 96,9 чоловіків також старших 18 років.
Середній дохід на одне домашнє господарство  становив 90 624 долари США (медіана — 73 438), а середній дохід на одну сім'ю — 75 161 долар (медіана — 70 893). Медіана доходів становила 45 800 доларів для чоловіків та 37 656 доларів для жінок. За межею бідності перебувало 11,6 % осіб, у тому числі 22,6 % дітей у віці до 18 років та 7,1 % осіб у віці 65 років та старших.
Цивільне працевлаштоване населення становило 403 особи. Основні галузі зайнятості: освіта, охорона здоров'я та соціальна допомога — 16,4 %, виробництво — 15,9 %, мистецтво, розваги та відпочинок — 13,9 %.